# Piotr Trochowski
Piotr Trochowski (Tczew, Polonia; 22 de marzo de 1984) es un exfutbolista alemán. Jugaba de centrocampista y su último equipo fue el Hamburgo SV II de la Oberliga-Hamburgo.

## Trayectoria

### Juventud
Cuando Piotr Trochowski tenía cinco años, sus padres llegaron como inmigrantes a Alemania desde Tczew a Hamburgo y se quedó en Billstedt. Ahí Trochowski atrajo pronto la atención debido a sus habilidades con el balón. El futbolista de 1.69 metros jugó en su juventud en SpVgg Billstedt Horn, SC Concordia de 1907, el SV Oststeinbeker y el FC St. Pauli.

### Bayern de Múnich
En la temporada 1999/2000, Trochowski se marchó al Bayern de Múnich, y en la temporada 2001/02 con 17 años es llamado para el equipo Amateur. En la temporada siguiente debutó en la Bundesliga y en la Copa de Alemania con el primer equipo. El 16 de diciembre de 2003, Trochowski anotó un gol contra el SC Friburgo (6-0)

### Hamburgo
Después de otro partido en liga, Trochowski decidió mudarse al Hamburgo S.V., ya que el Bayern de Múnich no se puso de acuerdo con el VfB Stuttgart que también estaba interesado por Piotr. El traspaso se llevó a cabo en las vacaciones de invierno de la temporada 2004/05, el Hamburgo pagó un millón de euros por el traspaso. En el primer partido, Trochowski tenía que competir contra su exequipo el Bayern de Múnich. En la temporada 2005/06, Piotr fue de los mejores jugadores del Hamburgo. En todas las competiciones hizo 15 goles, aunque tuvo que cambiar su posición natural por culpa de Rafael van der Vaart. A menudo jugababa entonces en banda izquierda. Bajo las órdenes del entrenador Martin Jol, Trochowski fue el organizador del juego en la temporada 2008/09. Incluso con el sucesor de Jol, Bruno Labbadia se asentó en el inicio de la temporada 2009/10 en el equipo nacional. Jugó en el centro del campo junto con Ze Roberto, David Jarolím y Eljero Elia hasta que al final de la primera ronda Marcell Jansen fue despedido. La segunda mitad de la temporada 2009/10 Trochowski la mayor parte del tiempo lo pasaba en el banquillo. Se le adelantó su posición. Trochowski a partir de ese momento sólo era una reserva y era sustituto raramente. Su contrato expiraba al final de la temporada y no se renovó.

### Sevilla F. C.
Su suplencia en la Bundesliga y en la selección nacional le llevó a la decisión de dejar el club al final de la temporada 2010/11. El agente de Trochowski, Roman Grill firmó un acuerdo con el conjunto español Sevilla FC. Trochowski firmó el 23 de mayo de 2011 hasta el 30 de junio de 2015. Trochowski debutó en los play-off de la Europa League ante el Hannover 96. Diez días más tarde, jugó su primer partido de liga para el Sevilla FC contra el Málaga CF, que se impuso por 2-1. Su primer gol con el Sevilla FC lo marcó el 18 de febrero de 2012 contra Osasuna en el tiempo de descuento para dar la victoria por 2-0. El Sevilla quedó décimo al final de la temporada, la peor temporada para los andaluces desde 2003 (también el décimo). Al comienzo de la temporada 2012/13, Trochowski se consolidó en el equipo sevillista, anotando dos goles en seis partidos. Esto sucedió en los partidos contra los "mejores equipos" de España, el Real Madrid y el FC Barcelona. En el partido contra el Barcelona, tuvo que ser sustituido tras lesionarse, poco después de marcar un gol. Después de un primer diagnóstico erróneo, que juzgó la lesión, de una lesión leve, fue mandado a realizarse pruebas a los médicos de la selección alemana, que diagnosticaron, una lesión en el cartílago de la rodilla derecha. A finales de octubre de 2012, Trochowski estaba en una clínica especializada en Denver, Colorado, y fue operado por el especialista estadounidense en cirugía ortopédica, Richard Steadman. Tres días después, fue operado de nuevo tras ver en una radiografía unas complicaciones de la primera operación. Él tiene un tiempo estimado de ocho meses y por lo tanto se pierde el resto de la temporada 2012/13. El miércoles 4 de 
septiembre de 2013 reapareció en un amistoso donde el Sevilla F. C. se enfrentó al Córdoba C.F., portando el brazalete de capitán.

## Selección nacional
Trochowski completó su primer partido internacional con la selección alemana Sub-16 en el Anexo:Campeonato Europeo Sub-16 de la UEFA 2001 en Inglaterra. Bajo las órdenes del entrenador Klaus Sammer que le hizo debutar en el minuto 80 minuto contra Bélgica en el partido de la liguilla por primera vez en Durham, sólo cuatro días después de comenzar el torneo. En los dos partidos de la ronda preliminar jugó una vez. En cuartos de final contra los anfitriones perdieron en los penaltis. La siguiente temporada jugó en la selección sub-18 del equipo nacional. El 31 de julio de 2001, fue miembro del equipo de la selección que ganó en Leinfelden 5-0 a la selección de Trinidad y Tobago. Su único gol con la sub-18 lo logró el 11 de septiembre de 2001 en Nymburk en la victoria por 3-0 sobre la selección de Polonia, marcando el 1-0 en el minuto 47. Su quinto y último partido fue el 15 de septiembre de 2001, en la derrota 1-2 contra la selección de la República Checa en la final del torneo en Nymburk. En noviembre de 2001 fue seleccionado con la sub-19. En el verano de 2002 tomó parte en el Campeonato Europeo Sub-19 en Noruega. Es la cosecha de 1984, que fracasó en mayo de 2003 en la fase de clasificación del Campeonato de Europa. La primera vez para la selección sub-20 del equipo nacional, que jugó el 18 de septiembre de 2002 en el empate 2-2 frente a la selección de Eslovaquia. A esto le siguió el 11 de diciembre en la derrota 1-2 contra Italia. En 2003 jugó nueve partidos, anotando en los primeros tres y luego un gol más. Ese año destacó en el Campeonato Mundial de la Juventud en los Emiratos Árabes Unidos, donde en los tres partidos de grupo (29 de noviembre, 0-2 derrota ante Corea del Sur, 2 de diciembre, 3-1 victoria sobre el EE. UU. y 5 de diciembre, 0-2 derrota contra Paraguay) jugó y en el partido contra los EE. UU. anotó un gol. Sus dos últimos partido que jugó fue el 18 de febrero de 2004. Con un gol en la victoria por 2-1 sobre Italia y 31 de marzo de 2004 en la victoria por 1-0 sobre Austria. En la selección sub-21 ha jugado 15 veces, la primera vez el 8 de octubre de 2004 en Bakú, con victoria por 2-0 ante Azerbaiyán, la última vez en septiembre en Wilhelmshaven, en la victoria por 5-1 sobre Rumania. No participó en el Campeonato de Europa Sub-21 en Portugal debido a una rotura parcial en el músculo del muslo, que sufrió en un partido amistoso contra Holanda.
Trochowski debutó con la selección absoluta el 7 de octubre de 2006 en Rostock, cuando el equipo alemán ganó 2-0 a Georgia. Él fue titular en la Eurocopa 2008, en la que quedaron segundos. Después de la Eurocopa 2008, Trochowski fue más o menos regular en el equipo nacional. Trochowski marcó por primera vez con la absoluta (en el minuto 72) el 15 de octubre de 2008, en la victoria en casa por 1-0 ante el equipo nacional galés. Dentro de la Clasificación de UEFA para la Copa Mundial de Fútbol de 2010 era titular en el equipo nacional. En la temporada 2009/10 Trochowski perdió la titularidad en la selección. Trochowski pertenecía al equipo alemán para el Mundial 2010 y jugó cuatro partidos durante el torneo.

### Participaciones en Copas del Mundo
| Copa                           | Sede      | Resultado      |
| ------------------------------ | --------- | -------------- |
| Copa Mundial Sub-20 de 2003    | EAU       | Fase de grupos |
| Copa Mundial de Fútbol de 2010 | Sudáfrica | Tercer lugar   |

### Participaciones en Eurocopas
| Copa                                            | Sede            | Resultado      |
| ----------------------------------------------- | --------------- | -------------- |
| Anexo:Campeonato Europeo Sub-16 de la UEFA 2001 | República Checa | Fase de grupos |
| Eurocopa 2008                                   | Austria y Suiza | Subcampeón     |

## Estadísticas clubes
| Club                | Club                   | Club                | Liga     | Liga  | Copa         | Copa         |                     |                     | Continental | Continental | Total    | Total |
| Temporada           | Club                   | Liga                | Partidos | Goles | Partidos     | Goles        | Partidos            | Goles               | Partidos    | Goles       | Partidos | Goles |
| Alemania            | Alemania               | Alemania            | Liga     | Liga  | DFB-Pokal    | DFB-Pokal    | Otros               | Otros               | Europe      | Europe      | Total    | Total |
| ------------------- | ---------------------- | ------------------- | -------- | ----- | ------------ | ------------ | ------------------- | ------------------- | ----------- | ----------- | -------- | ----- |
| 2001–02             | Bayern de Múnich II    | Regionalliga Süd    | 7        | 0     | 0            | 0            | –                   | –                   | –           | –           | 7        | 0     |
| 2002–03             | Bayern de Múnich II    | Regionalliga Süd    | 9        | 1     | 1            | 0            | –                   | –                   | –           | –           | 10       | 1     |
| 2002–03             | FC Bayern de Múnich    | Bundesliga          | 3        | 0     | 0            | 0            |                     |                     | 0           | 0           | 3        | 0     |
| 2003–04             | FC Bayern de Múnich    | Bundesliga          | 10       | 1     | 1            | 1            |                     |                     | 0           | 0           | 11       | 2     |
| 2003–04             | FC Bayern de Múnich II | Regionalliga Süd    | 17       | 6     | 0            | 0            | —                   | —                   | –           | –           | 17       | 6     |
| 2004–05             | FC Bayern de Múnich II | Regionalliga Süd    | 5        | 1     | 1            | 0            | —                   | —                   | –           | –           | 6        | 1     |
| 2004–05             | Hamburger SV           | Bundesliga          | 3        | 0     | 0            | 0            |                     |                     | 0           | 0           | 3        | 0     |
| 2005–06             | Hamburger SV           | Bundesliga          | 32       | 5     | 3            | 0            |                     |                     | 16          | 2           | 51       | 7     |
| 2006–07             | Hamburger SV           | Bundesliga          | 26       | 2     | 1            | 0            |                     |                     | 8           | 1           | 35       | 3     |
| 2007–08             | Hamburger SV           | Bundesliga          | 32       | 1     | 4            | 2            |                     |                     | 14          | 3           | 50       | 6     |
| 2008–09             | Hamburger SV           | Bundesliga          | 33       | 6     | 3            | 0            | –                   | –                   | 5           | 0           | 39       | 5     |
| 2009–10             | Hamburger SV           | Bundesliga          | 33       | 4     | 1            | 3            | –                   | –                   | 13          | 2           | 47       | 9     |
| 2010–11             | Hamburger SV           | Bundesliga          | 21       | 2     | 1            | 0            | –                   | –                   | 0           | 0           | 22       | 2     |
| España              | España                 | España              | Liga     | Liga  | Copa del Rey | Copa del Rey | Supercopa de España | Supercopa de España | Europa      | Europa      | Total    | Total |
| 2011–12             | Sevilla FC             | La Liga             | 35       | 1     | 3            | 0            | –                   | –                   | 0           | 0           | 38       | 1     |
| 2012–13             | Sevilla FC             | La Liga             | 6        | 2     | 0            | 0            | 0                   | 0                   | 0           | 0           | 6        | 2     |
| Total en la carrera | Total en la carrera    | Total en la carrera | 272      | 32    | 19           | 6            |                     |                     | 58          | 8           | 349      | 46    |

## Palmarés

### Campeonatos nacionales
| Título                      | Club             | País     | Año  |
| --------------------------- | ---------------- | -------- | ---- |
| Bundesliga                  | Bayern de Múnich | Alemania | 2003 |
| Copa de Alemania            | Bayern de Múnich | Alemania | 2003 |
| Copa de la Liga de Alemania | Bayern de Múnich | Alemania | 2004 |

### Campeonatos internacionales
| Título        | Equipo     | Sede   | Año  |
| ------------- | ---------- | ------ | ---- |
| Europa League | Sevilla FC | Italia | 2014 |

## Vida personal
Piotr es parte de una familia de futbolistas (sus tres hermanos son semi-profesionales. Christoph (juega para SC V/W Billstedt), Slawomir (juega en Hamm United) y Arkadiusz (juega en TuS Hamburgo).Su primo Krystian es un jugador de rugby internacional alemán y juega en el RC de Berliner en el Rugby-Bundesliga.